# Stefan Kettner
Stefan Kettner (* 6. August 1887 in Frauenkirchen; † 29. Juni 1957 ebenda) war ein österreichischer Polier und Politiker (SPÖ). Kettner war verheiratet und von 1946 bis 1948 Abgeordneter zum Burgenländischen Landtag.
Stefan Kettner wurde als Sohn des Maurers Michael Kettner aus Frauenkirchen geboren. Er besuchte die Volksschule in Frauenkirchen und war danach als Maurer tätig. Kettner leistete zwischen 1914 und 1918 seinen Militärdienst ab und arbeitete im Anschluss erneut im erlernten Beruf. Im Zweiten Weltkrieg war Kettner als Maurer dienstverpflichtet und zuletzt leitender Polier. Kettner engagierte sich bereits in der 1. Republik in der Bauarbeitergewerkschaft und arbeitete ab 1945 in der SPÖ Bezirksgruppe Neusiedl am See mit. Er hatte zwischen dem 29. Juni 1946 und dem 26. Juli 1948 ein Landtagsmandat der SPÖ inne und ging 1952 in den Ruhestand. 